# Polycirrus porcata
Polycirrus porcata är en ringmaskart som beskrevs av Knox och Cameron 1971. Polycirrus porcata ingår i släktet Polycirrus och familjen Terebellidae. Inga underarter finns listade i Catalogue of Life.